# Callancyla cribellum
Callancyla cribellum là một loài bọ cánh cứng trong họ Cerambycidae.